# エスプレイド
『エスプレイド』（ESP RA.DE.）は、ケイブが開発しアトラスより1998年に販売されたアーケードゲーム。ジャンルは縦スクロールシューティングゲーム。
コンシューマ移植版である『エスプレイドΨ』についても本項で扱う。

## 概要
『怒首領蜂』に次いで制作された、ケイブ社製弾幕系シューティングの第2弾である。近未来SFと超能力ファンタジーの融合した世界観と、倍率システムやパワーショットといった独自のシステムなどが特徴。ケイブのゲームでは初めてレンダリングCGを採用した作品である。
他プラットフォームへの移植については過去に携帯電話用ゲーム版が制作されたのみであったが、2019年に初のコンシューマ移植版が発売される。
タイトルの決め方は1つ目は「著作が他社に取られていないモノ」、2つ目は「作品の題材が分かりやすいモノ」、3つ目は「覚えやすいモノ」の社内ルールが存在したが時間とお金を無駄にするほど苦労した。開発時『ESP DRIVE』というタイトルだったが、この名前が既に商標登録されていたため、急遽『ESP RA.DE.』に変更された。この『RA.DE.』（レイド）とは、本作ボス戦のBGM『Raging Deicide』の略である。

## 開発
『怒首領蜂』の開発終了直後の1997年の3月か4月ぐらいに池田から井上に「グラフィックの方向性だけでも決めよう」と指示を出し、開発がスタートした。
東亜プランの萩原直樹のドットを超える為に作ったが16色では無理になった為、256色の基板に変えた事で写真取り込みがズルする形で実現し、拡大縮小が出来た時は喜び、「POWER UP」の文字のアニメーションの制作を面倒くさく無くて済めた。
当時のケイブが挑戦し、断念した3Dレンダリングを実現した。
ショットの仕様の提案は『ガンスモーク』のアイディアを参考にして井上から「人型のキャラクターで右手ショット、左手ショットをやりたい」の意見を出し、マスターアップは1997年12月に固まった。
開発のきっかけは井上淳哉は東亜プランに入社以来シューティングを手掛けたが18ｍくらいの戦闘機の題材がマンネリになった事と地上物の絵の繊細が描き切れなくなったことが切っ掛けで「人間を自機にするなら、“超能力”で飛ばすしかない」と考え、「脱・戦闘機」を挙げた。その為、人間が近くに飛ぶようになった事で生活感のある風景を舞台に戦うイメージが作られるようになった。
世界観は東京に選んだ際、敵を配置するとき、「どんな敵だったら説得力があるだろうか」と悩み、歩兵の製作の手間を考えた結果、3Dに変更する事を検討したが、結果は近未来的な世界に合わせる様に無人監視ロボットになった。

## コンシューマ版
『エスプレイドΨ（サイ）』のタイトルで2019年12月19日よりPlayStation 4とNintendo Switch用ソフトとして発売。開発及び販売はエムツーが行い、同社が展開するシューティングゲーム移植プロジェクト「M2 shot Triggers（エムツーショットトリガーズ）」の一作となり、加えてSwitch版は同プラットフォームへのパブリッシャー参入第1弾タイトルとなる。
当時のバージョンを再現したアーケード、スコアラー監修の元、ボス体力の可視化や点稼ぎをスピーディに改善し、新キャラとアレンジと声の新緑を搭載したアーケードプラス、部屋飾りを特化したいろりの部屋、各ステージのおさらいやガジェットを搭載した内容。
移植版のバージョンはバグを修正した4月21日版準拠。
開発発表から販売に至る略史
- 2018年11月18日、秋葉原・廣瀬無線ビル5階にて開催された『エムツーショットトリガーズ弩感謝祭』にて、エムツー代表・堀井直樹からコンシューマーへの移植が発表[10]（この時点では機種・発売日については未発表）。
- 2019年5月10日、東京秋葉原のゲームセンター「Hey」で、エムツートリガー版のフォールドテストを実施。
- 同年5月20日、発売機種・発売予定時期を発表。

### 開発(Ψ)
井上淳哉は「なぜ今頃?」の感想し、エムツーを感謝した。井上は「思い出につられて購入して、ちょっと遊んで終わり」にしない事をリクエストした。
エムツーから「何度も遊ばせてプレイヤーを成長させ、シューターにする」というコンセプトを挙げた。
フルボイスは「移植する際に、音声データの容量に余裕がある」と言う理由で同じセリフを繰り返さない様に100種類以上の台詞を用意した。叫び声を繰り返した声優は枯れたときに備えてのど飴休憩した。タイトルコールは井上が担当。
本作のタイトルのΨの由来は超能力の意味だけでなく再会、最強、覚醒の意味となってる。

## ストーリー
東京湾の埋め立てにより新しく「鳳凰区」「台場区」「湾上区」が作られた西暦2018年の東京都は、ESP者（エスプしゃ）と呼ばれる超能力者による犯罪と、そのESP者を束ねる犯罪組織「夜叉」の暗躍に脅かされていた。自衛隊をも支配下に置き、その圧倒的な組織力で首都を要塞化し始める夜叉に対し、阪神国際警察は対ESP犯罪機関「JUDGE」を設立し、戦闘員として11歳の少女・美作いろりを東京に派遣。ロシアもまた同様に夜叉の壊滅を画策し、エージェント・J-B 5thを日本へと送り込んだ。
一方、鳳凰区にある鳳凰高校では、クラスメイトから執拗ないじめに遭っていた生徒・近江覚が、突如ESP者として覚醒、それを感知した夜叉のスカウトマンによって誘拐されてしまう。現場に居合わせた覚の同級生・相模祐介は、自ら封印していたESP者としての力を解放し、覚を救うべく単身夜叉に戦いを挑まんとしていた。
それぞれの思いが交錯する東京湾岸上空に、戦いの火蓋が切られる。

## ゲームシステム
- 8方向レバー（移動）と3つのボタン（メインショット、パワーショット、ガードバリア）で自機を操作する。開始時に、それぞれ性能の異なる三人の主人公の中から一人ないし二人を選択し、ゲームを進める。残機制、全5ステージ×1周、二人同時プレイ可能。
- メインショットはフルオート連射となっており、ボタンを押しっぱなしにすることでショットを撃ち続けることができる。押しっぱなしにしている最中は移動速度が低下し、自機を細かく制御することが可能になる。
- パワーショットは連射は利かないが、メインショットよりも威力が大きく、着弾時に爆風が発生する。パワーアップによって、同時発射数が最大15発まで増加される。祐介を除き、メインショットと同時に発射することはできない。
- ガードバリアは、一般的なシューティングで言うところのボンバーに当たる（下記の回復アイテムは出やすいため、能動的に利用可能）。ボタンを押してゲージを消費することで、自機の周囲にバリアを張って無敵状態になり、その後前方に向かって強力なビームを発射する。ゲージ最大時、ガードバリアは最高4回まで発動させることが出来る（一瞬押すだけでも最低1/4のゲージは消費する）。同様にゲージが1パーセントでもあれば最低1回は発動可能。ボタンを押しっぱなしにすると、ゲージをより多く消費するかわりにバリアが大型化しつつ長く張り続けることができる。ビームの威力は、バリアの展開時間と「吸収した敵弾の数」に応じて増加する。
- 特定の敵を倒す、バリアで敵弾を消去するとパワーアップアイテムが現れる。メインショットは5段階にパワーアップする[11]。最強状態までパワーアップすると、かわりに得点アイテムである円アイテムが出現するようになる。円アイテムを最大数持っている時に、ボス戦以外でガードバリアゲージが減少している場合、円アイテムのストックが減り始め、ストックが0になるまでの間、敵を倒すとバリア回復アイテムが出現するようになる。この最大数は、前述の回復アイテム出現を行うたびに100ずつ増加し、その分回復アイテムも長く出現するようになる。
- パワーショットの爆風が当たっている敵をメインショットで倒すと、倒した時に当たっている爆風の数に応じて、その敵の破壊素点と円アイテムの得点に最大16倍まで倍率がかかる。倍率は一定時間維持される（発動時間は不可視だが、開始前の操作による可視化も可能）。
- 敵を破壊した際、その敵の周囲の敵弾が消えアイテムとなる。
- 2P側でゲームを開始すると、最初からランクが高くなり敵の攻撃も激しくなる。必然的に、敵弾消しで得られるアイテムの数も向上するので点数稼ぎ向けである。
- 3人の中からキャラの選択が可能。それぞれ攻撃方法などに違いがある[11]。使用キャラや条件に応じて、全部で5通りのエンディングが用意されている。

## プレイヤーキャラクター
相模祐介（さがみ ゆうすけ）
声 - 稲村恵太郎
17歳。鳳凰高校の2年生で、バレーボール部に所属している。7歳の頃からESP者として覚醒していたが、夜叉の手から逃れ、両親を失う。ESP能力を使わない事を近い、その力を自ら封印し、誰にも明かさずに生活を送ってきた。近江覚が夜叉に拉致されたことをきっかけに、その力を解放する。壮絶な経験のせいか、大人しく達観した性格で、ESP能力の恐れや悲劇の戦い等の無駄な事や目立ち事を嫌うも、曲がった事が大嫌いで正義感が強い。
移動速度は最も早い。メインショットは自機正面の狭い範囲に発射され、単発あたりの威力は最も高い。
パワーショットは、レバーを左右に操作することにより自機正面から左（右）最大90度の範囲に拡散できるが、威力は最も低い。爆風は弾の進行方向に長く流れる。
祐介に限り、メインショットとパワーショットを同時に発射することができる。このため、実質的な火力は最高となっており、パワーショットの威力を低さをメインショットで補う形となっている。。
井上は「完成して(資料発行当時)12年も経って、今更コメントも難しいですが、僕が相模祐介に思う事を書きましょう。IKD氏にいつも「お前の描く主人公は一番人気が無い」と言われるのですが、僕はストーリー的なモノからキャラクターを作るので、人気の出る個性的なタイプよりも誰にも感情移入しやすい無個性タイプを尊重するクセがあります。当時はこの方が誰からも自分を投影できると思ったのでしょう。心情をもっと固めてさらに効果的に描ければ良かったのでしょうが、これって本当にハイレベルな事なんだと思います。上手い方法あったら教えてくれ!僕にはわからん!そんないっぱいいっぱいの僕をIKD氏は容赦なくぶった切ります。ま、そこから逃げずに追求しなくてはいけないんでしょうけど、この時の正直な気持ちは「ドット絵まで打ってたんだ…勘弁してくれ…。」でした。でも最近、自分の視野を狭めているだけかも…と感じることもあるのでこの課題はドラマCDのウィンディアが受け継いでいろいろ考えます。」と語っている。
J-B 5th（ジェイビー・フィフス）
声 - 比江嶋晃
14歳。ロシアのESP者養成組織で、ESP兵器としての教育を受けた少年。上層部から夜叉の壊滅指令を受け、日本に潜入する。コードネームは「ブラックピーターパン」。
移動速度は最も遅い。メインショットは前方の最大5方向に扇状に発射され、単発あたりの威力は最も低い。
パワーショットは自機正面にのみ発射され、威力は最も高い。爆風は前方に短く流れる。
井上は「J-B比較的動かしやすいキャラだと思います。脇役としては動かしやすいけど主役としてシナリオを書けといわれたら…。どうだろう…?難しいかな…?(書きませんよ!)『デススマイルズ』と違って、ゲーム中の会話を「インカムの邪魔!」という理由で一切カットしていたのでキャラの内面はユーザーが想像するしかないですが、もともとゲームのキャラってこんなもんでしょ?」。と語っている。
美作いろり（みまさか -）
声 - 藤原縁
京都出身の11歳。対ESP犯罪機関「JUDGE」に所属する二重人格の少女。出産時、難産で生命の危機を感じその場でESP能力を覚醒。その後「JUDGE」の元で保護され、父親とは別居中。「JUDGE」の手によって特別な環境で守られている自覚があり、組織に捨てられないよう元気に明るく振舞っていた。活動を活発化させた夜叉に対し、市民を守るべく戦いを挑む。
移動速度は平均。メインショットは自機正面の広い範囲に発射され、単発あたりの威力は平均。
パワーショットは、レバーを左右に操作することにより自機正面から左（右）最大30度の範囲に拡散できる。威力は平均。爆風はその場にとどまる。
小野亜莉水（おの ありす）
声 - 小場玲奈
通称「アリスマスター」。15歳。7歳の頃ESP者としての能力をガラに認められ、夜叉に招き入れられた。夜叉は彼女の能力をビジネスや工作活動に活用しようとしたが、彼女自身が病弱な為目論見は叶わなかった。止む無く組織は彼女の能力だけを量産しようとクローンを作り出す事にする。クローンは通常の２倍の速さで成長した。ESP者のクローンという前代未聞の試みだったが、なぜか眼球が退化した個体のみ正常に覚醒する結果となる。ガラは亜莉水に対し実の娘のように愛情を注ぎ、亜莉水もまたガラを実の母の様に慕う。しかし亜莉水が13歳の頃、母の本当の期待に応えられていないという事を知り、自分よりもクローンの方が優秀なのだと自らを責め、自殺を図った。一命を取り留める彼女だったが、その時新たな覚醒をし、ESP者として超人的な能力に目覚めた。亜莉水は公式的には死亡したと発表されたが、実は夜叉の最重要機密として厳重に匿われるようになる。
メインショットは5WAYとなっており、ボタンを押し続けることで徐々に広範囲に拡散する、パワーショットはJ-B 5thのような正面のみだが、発射数が多くなるほど威力が上がっていき高火力となっている。

## ステージ
キャラクターごとに一つずつ専用面が設定されており、最初はそれぞれのステージから開始される。その後は残る二人の専用面を経て、共通の後半ステージに突入する。
放課後の鳳凰高校
祐介ステージ。近江覚を拉致した夜叉のスカウトマンを追跡する。中ボスは「MIYABI」、ボスは覚醒し暴走する「近江覚（おうみ さとる）」（声：須永哲史）
設定では20世紀には幕張沖と呼ばれていた地区であり、2000年頃から大規模な埋め立てと再開発が始まり、2005年に第一期開発が終了。州民のほとんどは、首都圏で働く人々とその家族がある。
夜のショッピングモール
J-B 5thステージ。演説中の夜叉要人を暗殺し、追手から逃れる。中ボスは「アトミックシャンデリア」、ボスは巨大装甲戦車「IZUNA」。
臨海公園
いろりステージ。一般人に対する無差別攻撃を開始した夜叉を撃退する中ボスは「ギガドーザー」、ボスは巨大戦闘ヘリ「ペラボーイ」。
地下鉄湾岸線
第四ステージ。地下鉄の線路を駆け抜け、夜叉の追撃を振り切る。中ボスは「AKEBONO」、ボスは装甲人形「プレアデス」。
夜叉総本部
最終第五ステージ。夜叉との決着をつけるべく、総本部へと乗り込む。ステージは、総本部への道中と総本部内部の二部構成になっている。
前半部中ボスは夜叉最高幹部「五行覚師」、後半部中ボスは無敵の軍神「アレス」、最終ボスは夜叉総帥「ガラ婦人」（声：柴田あき）。

## 諸情報
本作のサウンドトラックは『怒首領蜂』サウンドトラックと共に一枚のCDに収められ、『ゲーメスト』誌上限定で通信販売されていた。また2008年2月18日からはケイブのオンラインショップにおいて、『ぐわんげ』サウンドトラックとセットで発売されたが、現在はどちらも廃盤となっている。
本作のメインデザイナーである井上淳哉の漫画『おとぎ奉り』には、本作の登場人物をモチーフにしたと見られるキャラクターが多数登場している。また井上は、本作で近江覚の声優も手がけている。
本作のラストボスである「ガラ婦人」は当初はプレイヤーキャラになる予定であり、その時点ではストーリーも現在と若干違うものであったことが、開発者によって語られている。
2003年には一部システムを継承した姉妹作『エスプガルーダ』が制作された。世界観上の関連性は持たないが、ステージ構成や弾幕などに本作の強い影響が見受けられる。またPlayStation 2移植版には、J-B 5thといろりをモチーフにした「Black」「千裕」というキャラが、プレイヤーキャラとして登場する。
祐介の通う鳳凰高校のグラウンドにある「なくそう少年犯罪」のスローガンの由来は製作当時、「切れる17歳」と言う不良高校生が社会的な問題になった事から使われた。当初は「なくせ少年犯罪」を描く予定を立てたが世界観に合わせる為に強くないスローガンに落ち着いた。
プレイヤーの証言によると当時の九州は福岡と熊本のゲームセンターに本作のプレイヤーが多い。

## 評価
新声社のアーケードゲーム情報誌ゲーメストが主催する「ゲーメスト大賞」にて1998年のベストシューティング賞を受賞した。